# The Lost World (1998)
The Lost World is een Amerikaanse onafhankelijke film uit 1998, gebaseerd op het gelijknamige boek van Arthur Conan Doyle.

## Verhaal
De ontdekkingsreiziger Maple White ontdekt een plateau in Mongolië waar nog dinosauriërs leven. Deze dieren zijn blijkbaar miljoenen jaren lang ingevroren geweest en in het heden weer ontdooid.
Wanneer nieuws over deze “verloren wereld” Engeland bereikt, gaan Prof. George Challenger, zijn dochter, de journalist Edward Malone en Professor Leo Summerlee op onderzoek uit.

## Rolverdeling
| Acteur                  | Personage       |
| ----------------------- | --------------- |
| Patrick Bergin          | Challenger      |
| Jayne Heitmeyer         | Amanda White    |
| Julian Casey            | Malone          |
| David Nerman            | John Roxton     |
| Michael Sinelnikoff     | Summerlee       |
| Gregoriane Minot Payeur | Djena           |
| Jack Langedijk          | Maple White     |
| Russell Yuen            | Azbek / Myar    |
| James Bradford          | Lord Thomas     |
| Jacques Lessard         | Oscar Perreault |
| Martin Sims             | Student         |